# Coelogenia flavida
Coelogenia flavida är en skalbaggsart som beskrevs av Moser 1913. Coelogenia flavida ingår i släktet Coelogenia och familjen Melolonthidae. Inga underarter finns listade i Catalogue of Life.